# Шипка (град)
Вижте пояснителната страница за други значения на Шипка.
Шипка е град в Южна България, област Стара Загора, Община Казанлък. По данни на ГРАО към 15 юни 2023 г. в града живеят 1259 души по настоящ адрес и 1262 души по постоянен адрес.

## География
Град Шипка е разположен в подножието на Стара планина на 650 м надморска височина. Той се намира на 12 км от гр. Казанлък.

## История
Град Шипка е селище, съществувало още от 11 – 6 век пр.н.е., когато българските земи са населявани от траките. Периодът 6 – 2 век пр.н.е. се смята за период на разцвет на тракийската култура. Множество останки от този период има в района на Шипка, Казанлък и близките селища. През 1 в. тракийските земи са покорени от римляните.
Когато през 1396 г. България попада под османско владичество, селището Шипка е създадено с цел охрана и поддръжка на прохода. По време на османската власт Шипка е горена три пъти от турците. Вследствие на разрушението една част от населението на Шипка бяга по протежението на Балкана и се заселва в Провадийско, където създава селото Нова Шипка. Друга част от населението бяга и се заселва в с. Шейново/Казанлъшко/. На връх Шипка /точното географско название на върха е Свети Никола/ са водени едни от най-важните битки за Освобождението на България. Храм–паметник „Рождество Христово“ е построен в памет на руските воини и българските опълченци, загинали в Руско-турската освободителна война 1877 – 1878 г. В криптата на храма са разположени гробове с костите на загиналите руски войни и български опълченци.
При избухването на Балканската война в 1912 година 3 души от Шипка са доброволци в Македоно-одринското опълчение.
В последните години на Третото българско царство в селото е регистрирана дейността на 478-ма бранническа дружина.
Селището е обявено за град на 23 август 1977 г. по случай 100 години от Освобождението на България от османско владичество.

## Население
Численост
Численост на населението според преброяванията през годините:
| \| Година на преброяване \| Численост \| \| --------------------- \| --------- \| \| 1934 \| 2390 \| \| 1946 \| 2200 \| \| 1956 \| 2142 \| \| 1965 \| 1996 \| \| 1975 \| 2000 \| \| 1985 \| 1793 \| \| 1992 \| 1734 \| \| 2001 \| 1492 \| \| 2011 \| 1336 \| \| 2021 \| 1233 \| |           |
| Година на преброяване | Численост |
| 1934 | 2390      |
| 1946 | 2200      |
| 1956 | 2142      |
| 1965 | 1996      |
| 1975 | 2000      |
| 1985 | 1793      |
| 1992 | 1734      |
| 2001 | 1492      |
| 2011 | 1336      |
| 2021 | 1233      |

### Преброяване на населението през 2011 г.
Численост и дял на етническите групи според преброяването на населението през 2011 г.:
|                     | Численост | Дял (в %) |
| Общо                | 1336      | 100       |
| Българи             | 1130      | 84,58     |
| Турци               |           |           |
| Цигани              | 7         | 0,52      |
| Други               | 151       | 11,30     |
| Не се самоопределят |           |           |
| Неотговорили        | 35        | 2,61      |

## Религия
Религията, която се изповядва в града, е източноправославното християнство. В гр. Шипка никога не е имало население от друга религия. По времето на Османската империя е издаден ферман от султана, който забранява на турските войски да пренощуват в с./дн. град/ Шипка. В замяна на това местното население е било задължено да поддържа пътя през Шипченския проход и да упътва преминаващите през него войски и товари. Поради тази причина в гр. Шипка живее само население с източноправославно вероизповедание.

## Забележителности
- Връх Свети Никола (Шипка) – връх в Стара планина с надморска височина 1326 метра, разположен на изток от Шипченския проход. До 23 ноември 1951 г. върхът носи името „Свети Никола“, а след това до 7 октомври 1977 г. – връх Столетов. Върхът символизира героизма и самопожертвувателните усилия за освобождението на България от Османско владичество.
- Храм-паметник „Рождество Христово“, построен в памет на руските войни и българските опълченци, загинали на върха по време на Руско-турската война (1877-1878) г. Той е един от Стоте национални туристически обекта на Българския туристически съюз: отворен е за посещения от 8:30 до 17:30 ч., има печат на БТС.
- Църква „Успение Богородично“, построена през 1844 г. Храмовият празник (15 август) се чества като празник на града.[8]
- На изток от Шипка се намира историческият връх Хаджи Димитър. През 1868 г. в подножието му загива войводата Хаджи Димитър, водил бой с османската армия, начело на малка чета. На върха се намира Паметникът на Бузлуджа, символ на социализма в България.
- Гробница в могилата Оструша, култово-гробищен комплекс с площ 100 m².
- Гробница в могилата Голяма Косматка, една от най-величествените тракийски гробници, където е открита широко известната златна маска, както и бронзова глава, предполагаемо на цар Севт III, владетел на Севтополис.

## Личности
- Иван Шипкалията (? – 1867), български революционер, знаменосец на Филип Тотю
- Дянко Караджов (1856 – 1938), български офицер и общественик
- Дечко Караджов (1859 – 1909), български офицер, генерал - майор
- проф. Генчо Кръстинов – основоположник на сърдечносъдовата хирургия в България
- Добри Карталов – антифашист
- Пеньо Чернеолу (ок. 1800 – 1867) – хайдутин
- Христо Патрев (1848 – 1876) – войвода от Априлското въстание
- Иван Караиванов (1954 – 2015) – шоумен и поп певец (Българския „Том Джоунс“)
- Иван Христов Карацанов (1916 – 2005) – антифашист, дипломат, дългогодишен посланик на НРБ в Етиопия, Австрия, Сомалия и Афганистан. Завършва Висшето училище за световна търговия във Виена.
- Виктория Христова Карацанова (1976-) – историк, археолог и музеен работник.
- Емил Тонев (1964 – ) – писател, журналист, сценарист на филма „Граница“.
- Иван Косеков р 1935 г. – минен инженер, проектант на мини „Марица изток“.
- Цанко Христов Карацанов (1927 – 2012) – антифашист, подполковник от Българската армия, краевед, автор на няколко книги за видни родове в гр. Шипка.
- Цанко Пенев Карацанов (1937 – 1989) – художник, изобретател, старши научен сътрудник, доктор по млечно – вкусова промишленост и автор на редица научни изобретения в областта на млякото и млечната промишленост.
- Тошка Минчева Гиргинова (1935 – 2008) – прокурор и адвокат, председател на дружество „Темида“ към СЮБ. Член на УС на Съюза на независимите български писатели. Автор на книгите – „Извор от сърцето“, „След тебе щом следа остава“, „Житейски истории“, „Времето отмерва време“, „Да те закука кукувица“, „Горчиви въздишки“, „Търси се ключ“.
- Боян Чомаков (1876 – 1952) – учител и общественик, съратник на Чудомир. Написал историята на град Шипка.